# Operacija Kugelblitz
Operacija Kugelblitz (hrv. 'kuglasta munja', poznata i kao Limsko-drinska operacija) bila je velika zimska protupartizanska operacija koju su izvršile njemačke snage u prosincu 1943. za vrijeme Drugoga svjetskog rata u Jugoslaviji. Operacija je trajala od 4. do 16. prosinca te je zahvatila široki prostor Raške oblasti, Sandžaka i istočne Bosne. Cilj operacije bilo je opkoljavanje i uništavanje postrojbi Drugog i Trećeg korpusa NOVJ-a koje su djelovale na tom prostoru, te spriječiti njihov prodor u teritorij Vojne uprave u Srbiji. Njemačke snage uspjele su nanijeti značajne gubitke postrojbama Druge proleterske i Pete krajiške divizije NOVJ-a, čak su uspjele ovladati gradovima i komunikacijom u tom području, ali nisu uspjeli u osnovnoj namjeri da ih unište. Stoga je njihov uspjeh bio kratkotrajan, a postrojbe NOVJ-a su nakon slabljenja njemačkih postrojbi početkom 1944. ponovno zavladale tim teritorijem. U jugoslavenskoj historiografiji se operacija Kugelblitz zajedno s Operacijom Schneesturm (hrv. 'mećava') koja je sljedila odmah nakon, kako bi iskoristila uspjehe operacije Kugelblitz, povezuju s pojmom Šesta neprijateljska ofenziva.

## Pozadina
Nakon talijanske kapitulacije 8. rujna 1943. njemačko zapovjedništvo imalo je ozbiljnih vojnih problema, a velik broj Hrvata se zbog toga pridružilo partizanskim postrojbama. Zapovjedništvo NOVJ-a iskoristilo je te dvije činjenice za jačanje protuosovinske borbe na području Jugoslavije. Krajem rujna i početkom listopada postrojbe Druge proleterske divizije pobijedile su mjesne četnike i muslimansku miliciju u Sandžaku i sjevernoj Crnoj Gori, prisilivši talijanske postrojbe da prijeđu na njihovu stranu. Tako je nastao velik slobodni teritorij koji je uključivao Foču, Pljevlja, Prijepolje, Novu Varoš, Bijelo Polje, Berane i Andrijevicu.
U tom su razdoblju jedinice novoosnovanog Trećeg korpusa uspješno okončale Prvu tuzlansku operaciju protiv njemačkih i ustaških postrojbi. Operacija je okončana osvajanjem Tuzle, Zvornika, Bijeljine, Bosanskog Šamca, Gradačca i većeg broja manjih mjesta. Istovremeno su Mihailovićevi četnici iz Srbije prešli u istočnu Bosnu. Snage JVuO prisilile su njemačko-domobranske snage na povlačenje, zauzele Višegrad i nastavile napredovati prema Rogatici. Na ovaj je prodor Vrhovni štab NOVJ-a reagirao je angažiranjem Pete krajiške divizije iz središnje Bosne koja je potisla četnike, zauzela Višegrad i Priboj te nastavila napredovanje prema Užicama. Na taj način stvoren je prostran i povezan teritorij od rijeke Save do Prokletija. Kontrolirao ga je NOVJ, koji je popunjavao svoje postrojbe i osnivao nove, utemeljio organe vlasti i vršio propagandu u narodu.
Međutim, taj je teritorij Njemačkoj predstavljao velik problem. Postojala su tri razloga za to: veličina teritorija pod partizanskom kontrolom, pritisak koji su te postrojbe vršile na promet u dolini Bosne i opasnost da posluži kao osnovica za prodor u pravcu Jadranskog mora ili Morave, gdje su se nalazile važne prometnice. Zbog nedostatka raspoloživih snaga, Nijemci su uspjeli pokrenuti samo jednu ograničenu operaciju kojom su povratili Zvornik i Tuzlu (11. studenog). Prikupljanje vojnih snaga za veliku operaciju okončano je početkom prosinca.

## Planovi i oružane snage
Njemačko zapovjedništvo za jugoistočnu Europu stavilo je 5. korpusu SS-a na raspolaganje, uz njegove dvije divizije, još dvije njemačke divizije, četiri pukovnije i jednu bugarsku diviziju. Plan je dobio kodni naziv „kugelblitz”, a početak je bio predviđen 4. prosinca u 5:00 ujutro.
Opća zamisao operacije bila je da dijelovi 369. „vražje” divizije, 187. rezervne divizije, 901. motorizirane pukovnije i 24. bugarske divizije te 1. lovačka pukovnija, 92. pukovnija, brzo prodirući, zauzmu crtu Sarajevo – Han Pijesak – Vlasenica – Srebrenica – Drina te okruže jedinice 3. bosanskog korpusa na crti Sokolac – Vlasenica – Srebrenica. Za to vrijeme, 1. gorska divizija i Divizija Brandenburg iz Sjenice te 7. SS divizija s crte Gacko - Nevesinje imali su zadatak da, nadirući širokim bojištem s jugoistoka i juga, razbiju jedinice NOVJ i odbace ih sjeverno od crte Višegrad - Pale, i tu pristupe uništenju opkoljenih snaga - 2., 5., 17. i 27. divizije NOVJ-a.

## Tijek operacije

### Prijepoljska bitka
Početkom studenog 1943. godine 1. gorska divizija nalazi se u okolici Sjenice zbog sudjelovanja u nadolazećoj Operaciji Kugelblitz. Tijekom mjeseca njezini su pripadnici u više navrata poduzimali ispade i nasilno izviđali slobodni teritorij. Najznačajniji od njih bio je udar 14./15. studenog niz dolinu Mileševke i prema Brodarevu. Njemačke su postrojbe tijekom tog napada natjerale bojne 3. sandžačke brigade na povlačenje, nanijevši im velike gubitke, ali su se nakon protunapada povukle.
Zbog njemačke opasnosti i nepovoljnog odnosa snaga na crti Sjenica – Prijepolje, štab 2. proleterske divizije predložio je da svoje snage povuče na lijevu obalu Lima i pripremi obalu po dubini, ali je štab 2. korpusa odbacio taj prijedlog i naredio aktivno djelovanje na desnoj obali Lima unatoč opasnosti od opkoljavanja. Tako su se početkom prosinca na desnoj strani Lima u neposrednoj blizini Prijepolja nalazile dvije bojne 2. proleterske divizije. U samom gradu nalazila se 1. šumadijska brigada, koja je poslije napornog marša stigla 26. studenog, i bila je smještena u zgradi bolnice na lijevoj obali Lima zbog odmora.

#### Osnovni problem napada
Pošto je početak napada bio previđen 4. prosinca, njemačko je zapovjedništvo pažljivo analiziralo raspored i djelovanje partizanskih postrojbi. Na desnoj obali Lima bile su tri bojne 2. proleterske divizije, koji su imali dobar položaj u odnosu na komunikacije te su mogli poslužiti kao zadržavajuća obrana u slučaju jačeg napada. Time bi se dobilo vrijeme za organiziranje glavne obrane na Limu i dalje po dubini.
Osnovna prepreka njemačkom napredovanju i značajan oslonac partizanske obrane bila je upravo rijeka Lim. Međutim, štab 1. brdske divizije imao je pod svojim zapovjedništvom i posebnu postrojbu, diviziju Brandenburg. Stoga su zapovjednici napravili hrabar i domišljat plan napada. Umjesto uobičajeno korištenog snažnog udara na prednje položaje protivnika, uz pomoć štaba divizije Brandenburg razrađen je plan po kojem je glavni cilj napada, limski most u Prijepolju, trebao biti osvojen posebnom akcijom neposredno prije početka glavnog napada.

#### Rješenje problema
U zoru 4. prosinca nekoliko je skupina iz divizije Brandenburg, prema planu, uz pomoć vodiča iz muslimanske milicije uspjelo zaobići položaje Čačanskog bataljona 2. proleterske brigade. Uspjevši ostati neprimijećeni, ušli su u Prijepolje, hladnim oružjem ubili stražare na mostu i zauzeli Limski most. Nakon uspješnog prikradanja, dijelovi su divizije uspjeli manjim protupartizanskim intervencijama osigurati most koji uz Mileševku vodi u Prijepolje. Time su Nijemci, umjesto slamanjem vanjske obrane, mogli započeti napad upadom oklopno-motoriziranih dijelova 1. gorske divizije. Njemačke su snage prešle Limski most još prije nego što su partizani aktivirali obranu, a 1. šumadijska brigada, postrojba koja je trebala biti oslonac obrane, zatečena je potpuno nespremna za borbu u svom prenoćištu, bolnici na desnoj obali Lima.
Na taj način, Nijemci su uspjeli osvojiti ključne strateške pozicije i prije početka otvorene borbe. Snage u Prijepolju bile su prikovane za položaj i neprestano napadane vatrom iz teškog oruđa, a bojne s druge strane Lima bile su prisiljene na proboj prema rijeci u vrlo teškim uvjetima. Njihov cjelodnevni snažni otpor ipak je zaustavio njemačko napredovanje, tako da su njemačke motorizirane postrojbe bile u mogućnosti krenuti prema Pljevlji tek sutradan, 5. prosinca. U sumrak i noću opkoljeni prijepoljski partizani krenuli su u proboj po grupama. Tijekom tog dana partizani su imali vrlo velike gubitke: 395 poginulih i 13 zarobljenih. Ova akcija bila je jedna od najuspješnijih tijekom Drugog svjetskog rata u Jugoslaviji, a Konrad Steidl, zapovjednik divizije Brandenburg koji je zauzeo most, za tu je akciju odlikovan viteškim križem.

### Sudjelovanje talijanskih postrojbi na strani NOVJ
Prije početka operacije, štab 2. korpusa vršio je reorganizaciju talijanskih divizija „Venecija” i „Taurinenze” koje su prešle na stranu partizana (oko 11.000 Talijana). Od manjih dijelova divizija koji su bili spremni boriti se protiv Nijemaca, osnovana je početkom prosinca partizanska divizija „Garibaldi". Od oko dvije trećine pripadnika ovih divizija koji nisu bili spremni za borbu, osnovano je 11 radnih bojni. Na tom je zadatku štab upotrijebio i 2. dalmatinsku brigadu, koju je prebacio iz doline Lima u okolicu Pljevlje i Čajniča. Te su postrojbe tijekom operacije predstavljale dodatno opterećenje za snage NOVJ, jer nisu imale borbenu vrijednost, a zahtijevale su brigu i evakuaciju.

### Nastavak operacije
Slomivši obranu 2. proleterske i 2. dalmatinske brigade, Nijemci su 5. prosinca poslijepodne prodrli u Pljevlja, koja su nekoliko trenutaka ranije napustili štab korpusa i pozadinske postrojbe. Međutim, zbog naglog prodora partizani nisu uspjeli evakuirati skladišta hrane i tvoriva, pa je jedan dio uništen, a drugi zaplijenjen od strane Nijemaca. Pomoćna kolona 1. brdske divizije nastupala je pravcem Sjenica – Brodarevo. Potiskujući 3. sandžačku brigadu, osvaja 4. prosinca Brodarevo, odakle dio snaga odlazi prema Bijelom Polju kojeg osvaja 6. prosinca, a drugi dio prema putu Pljevlja – Đurđevića tara.
Glavnina 2. proleterske divizije prebacila se na lijevu obalu rijeke Ćehotine, našavši se tako izvan zahvata operacije. Tu je vodila borbu s lijevom kolonom 1. brdske divizije, a dolaskom 4. i 6. crnogorske brigade, osvojila Bijelo Polje i do 10. prosinca izbila pred Brodarevo.
U skladu s operacijskim zadatkom, glavnina 1. brdske brigade usredotočila se na Čajnič. Na tom se pravcu nalazila samo jedna bojna 2. proleterske, pa je 3. bataljon 98. pukovnije 1. brdske divizije 6. prosinca ušao u Čajnič i nastavio prema crti Ustiprača - Goražde, gdje je stupio u vezu sa 7. SS divizijom, ugrozivši pozadinu Pete krajiške divizije. Istog je dana spomenuta divizija odbila napade 1. bojne 99. pukovnije 1. divizije, koja je napredovala kroz Lim prema Priboju, čime je na vidjelo izašla njemačka namjera da opkoli Petu diviziju.
Zaplijenivši njemačku zapovijed, Vrhovni je štab otkrio neprijateljske namjere, pa je naložio Petoj diviziji da izmanevrira njemački pritisak te da se zadrži u zapadnoj Srbiji i Sandžaku. Kako bi izbjegla opkoljavanje, divizija je bila prisiljena povući se iz Lima i Uvca prema Višegradu, gdje je 9. prosinca prešla Drinu, srušila most i zadržala se na crti Rogatica – Sjemeć – Sjeversko, postupivši u skladu s njemačkim predviđanjima. Po naređenju Vrhovnog štaba, u pomoć je stigla i 1. južnomoravska divizija iz Srbije, koja je ušla u sastav 5. krajiške divizije, a pridružio joj se i bataljon Druge proleterske divizije. Ovdje je Peta divizija stupila u vezu s 27. istočnobosanskom, koja se nalazila na crti Sokolovići – Dobrašina – Sjeversko. Po pristizanju u okolicu Rogatice, Peta divizija stavljena je pod zapovjedništvo Trećeg korpusa, koji ju je poslao na crtu Srebrenica - Zvornik.

### Sjeverno bojište
Dijelovi 187. divizije i 901. pukovnija započeli su 3. prosinca napredovanje prema Kladnju i Birču u tri kolone:
- desna kolona: Tuzla – Živinice – Kladanj
- srednja (glavna) kolona: Capardi – Šekovići – Vlasenica
- lijeva kolona: Zvornik – Nova Kasaba – Vlasenica

Ove su kolone imale u svom sastavu i 36 tenkova, od kojih je 25 bilo smješteno u srednjoj koloni, a 11 u lijevoj. Cilj Wehrmachta je bio da zauzmu prostor od Vlasenice do Drine i onemoguće napredovanje Trećeg korpusa prema sjeveru. Pošto su te pravce branile nedovoljne partizanske snage (18. hrvatska i 19. birčanska brigada), Nijemci su bez većeg otpora zauzeli Kladanj i Šekoviće. Kako bi zadržao Kladanj, štab 3. korpusa naredio je 17. diviziji da se pomakne na sjever, upućujući 15. majevičku brigadu ka Kladnju, a 6. proletersku preko Vlasenice ka Šekovićima. Njezine dotadašnje položaje trebala je preuzeti 27. divizija, zbog čega je 16. muslimanska brigada zadržana na Romaniji do dolaska 17. majevičke, a zatim je i ona krenula ka Šekovićima.
Nakon neuspješnog napada na njemačke postrojbe u Kladnju 5. prosinca, 15. majevička brigada se, zajedno sa 16. i 18. brigadom, zadržavala u okolici Kladnja. Do žestokih borbi je stiglo u okolici Betnja, na pravcu Šekovići – Vlasenica. U boju na Betnju, elastičnom obranom i energičnim, dobro organizirannim napadima, 6. i dijelovi 15. brigade uspjeli su do 9. prosinca zadržati srednju, napadačku kolonu. U tim su borbama dvije brigade, uz vlastite gubitke od 89 vojnika, uspjele iz stroja izbaciti čak 297 njemačkih boraca.
U međuvremenu, lijeva je kolona odbacila bojnu 19. birčanske brigade i od Nove Kasabe krenula prema Vlasenici, susrela se sa srednjom kolonom, prihvatila je u dolini Drinjače i time joj omogućila prodor prema Vlasenici. Sljedećih je dana 17. divizija osvojila Kladanj i Živinice te nastavila prema dolini Spreče. Time se našla izvan neprijateljske linije i izbjegla opkoljavanje. Istovremeno, 27. je divizija marširala preko Jahorine do Romanije da zamijeni 17.

### Južno i zapadno bojište
Dijelovi 369. hrvatske divizije, ojačani 1. i 92. pukovnijom Wehrmachta, izašli su iz okružja Sarajeva u dva pravca:
- Desna kolona: Sarajevo – Sokolac
- Lijeva kolona: Visovica – Kostreša – Sokolac

Zadatak ovih snaga bio je da brzim prodorom opkole postrojbe 27. divizije i zauzmu sjeverozapadni dio crte Sarajevo – Vlasenica. 17. brigada i Romanijski odred, neuspješno pružajući otpor brojčano nadmoćnim snagama, povukli su se iz okolice Sokolca gdje im se ubrzo pridružila 2. krajiška brigada. Njemačke su postrojbe 9. prosinca napokon uspjele zauzeti sjeverozapadni dio crte i opkoliti 27. diviziju. 
7. SS divizija krenula je iz Uloga i Kalinovika u pravcu Rogatica – Sokolac. 1. gorska divizija, čija je 99. pukovnija nastupala pravcem Priboj – Višegrad, a 97. pravcem Pljevlja – Goražde – Rogatica, izbila je 13. prosinca na crtu sjeverno od ceste Višegrad – Rogatica. Na desnom krilu održavala je vezu s 24. bugarskom divizijom, a na lijevom sa 7. SS divizijom koja je, ne nailazeći na otpor u napredovanju iz sjeverne Hercegovine preko Zelengore i Jahorine, izbila sjeverno od ceste Rogatica – Sokolac. Izbijanjem obje divizije sjeverno od ceste Višegrad – Sokolac, 5. i 27. divizija NOVJ-a našle su se opkoljene od strane Nijemaca.

### Proboj 5. i 27. divizije
Na osnovu prikupljenih podataka o napredovanju 1. i 7. divizije, štab 3. korpusa odlučio je disperzijom snaga onemogućiti neprijateljsko usredotočavanje. 27. je divizija usmjerena na proboj preko ceste Sarajevo - Vlasenica i napad na rudnike Vareš i Brezu, dok je 5. divizija usmjerena prema Srebrenici, kako bi se mogla prebaciti na desnu obalu Drine u slučaju njemačkog napada. Tijekom 13. prosinca 27. je divizija izvršila pripremu postrojbi za proboj. U noći s 13. na 14. prosinca partizani su izvršili proboj preko crte Kraljeva gora – Han kram, slomivši otpor dijelova 482. pukovnije 187. divizije u okolici Kraljevog polja. 2. i 4. bataljon nisu uspjeli izvršiti proboj, pa su se pridružili 5. diviziji, koja se našla u vrlo teškoj situaciji. Budući da su zakazale veze s 27. divizijom i Vrhovnim štabom 3. korpusa, morala se osloniti samo na svoje obavještajne podatke.
Bez podataka o nastupanju 1. gorske i 7. SS divizije, štab Pete divizije odlučio je krenuti najgorim mogućim putem, prema cesti Podromanija – Rogatica, gdje je naletio na velik dio njemačkih snaga. Neko su se vrijeme Nijemci i partizani kretali u suprotnom smjeru, nesvjesni protivnika, ali onda je počela borba. Budući da se radilo o iskusnim postrojbama NOVJ, prisilili su Nijemce da zadrže položaje, ne dozvolivši im napredovanje. Bitka se vodila noću u dubokom snijegu, pri čemu su partizani trpjeli velike gubitke.
Po padu mraka Prva krajiška brigada izvršila je proboj kroz njemačke postrojbe i otvorila put ostalim partizanskim postrojbama. Prilikom proboja došlo je do miješanja snaga pri čemu su partizani pretrpjeli dodatne gubitke. Ovim je probojem završila operacija Kugelblitz, nakon koje je ubrzo započela Operacija Snježna oluja.

## Posljedice

### Gubitci
Prilagodivši svoju taktiku partizanskom načinu borbe, Nijemci su uspjeli nanijeti značajne gubitke partizanskim postrojbama. Tijekom dva tjedna Nijemci su zavladali prostorom Tuzla – Sarajevo – Sjenica, ali taj je uspjeh bio kratka vijeka. Postrojbe NOVJ-a stekle su ratno iskustvo i čvrstinu, tako da su vodile gerilski rat neko vrijeme, a oporavile su se već početkom 1944. kada su ponovno zauzele Foču, Čajniče, Goražde, Miljevinu i Kalinovik te uspostavile prostrani slobodni teritorij.

### Njemačka pohvala četnika
Za dobro držanje u borbi protiv partizana, njemački časnik i zapovjednik 99. gorskog puka 1. gorske divizije Josef Remolds pohvalio je 22. prosinca četnike Vojislava Lukačevića koji su se borili kao posebna postrojba pod nacističkim zapovjedništvom. Pukovnik Remolds je svojim postrojbama rekao:

### Odgovornost za poraz NOVJ u Prijepoljskoj bitci
Za težak poraz Druge proleterske divizije u Prijepoljskoj bitci dijelom je kriva disciplina, učinkovitost i moć njemačke oružane sile, a dijelom i loše zapovijedanje i mnogi propusti na strani NOVJ. Odlukom Vrhovnog štaba smijenjen je 2. siječnja 1944. cijeli štab 2. divizije na čelu s Ljubodragom Đurićem, a zamijenio ga je Ljubo Vučković. Osnovana je čak i komisija za istraživanje Đurićevih propusta. Đurić je smatrao da je krivica nepravedno pripisana njemu, te u svojoj knjizi Sjećanja na ljude i događaje okrivljuje štab 2. korpusa i njegovog poglavara Peku Dapčevića.